# Le Bodyguard de l'amour
Pour plus de détails, voir Fiche technique et Distribution.
Le Bodyguard de l'amour (Undercover Bridesmaid) est un téléfilm américain diffusé le 15 avril 2012 sur Hallmark Channel et en France le 28 août 2012 sur M6.

## Synopsis
Tanya, agent de sécurité, est engagée par un homme d’affaires pour protéger sa fille lors de son mariage. Tanya déteste les mariages depuis que son fiancé l’a quittée mais pourtant, durant la cérémonie, elle tombe sous le charme de Jake, un ami des mariés. Méfiante, elle refuse de se laisser séduire…

## Fiche technique
- Titre original : Undercover Bridesmaid
- Réalisation : Matthew Diamond (en)
- Scénario : Gregg Rossen, Brian Sawyer
- Musique originale : Lawrence Shragge
- Photographie : Maximo Munzi
- Directeur artistique : Vahn Armstrong
- Création des décors : Christina Wynveldt
- Créations des costumes : Evan Waters
- Pays : États-Unis
- Genre : Romance
- Durée : 90 min

## Distribution
- Brooke Burns (VF : Dominique Westberg) : Tanya Harsin
- Gregory Harrison (VF : Patrick Messe) : Jim Thompson
- Nicole Paggi (VF : Noémie Orphelin) : Daisy Thompson
- Justin Baldoni (VF : Adrien Antoine) : Jake
- Martha Madison (en) : Sally, demoiselle d'honneur
- Nadege August (en) : Kimmy, demoiselle d'honneur
- Shashawnee Hall (VF : Thierry Desroses) : Henry, le collègue de Tanya
- Jay Kenneth Johnson (en) : Chip, le fiancé de Daisy
- Kayla Mae Maloney (VF : Geneviève Doang) : Betsy, demoiselle d'honneur
- David Thomas Jenkins (VF : Rémi Caillebot) : Robbie
- Steven Eckholdt (en) : Cousin Eldridge
- Dale Raoul (VF : Cathy Cerda) : tante Helen
- John Sanderford : Bosworth
- Terry Maratos : Carlo, l'organisateur de mariage
- Ann Walker : Constance, la mère de Chip
- Rick Scarry : Chesterton, le patron de Tanya
- David Grant Wright : Le pasteur de Daisy
- Ajay Mehta (en) : Ogui, un client de Tanya
- Jamison Jones : Kevin, l'ex-fiancé de Tanya
- Anthony De Longis (en) : L'homme barbu
- Dan Horton : Eric le cowboy
- Holly Hannula : La journaliste TV
- Jon Paul Burkhart : Bob
- Paul Strolli : La pasteur du flashback de Tanya